# Klossia octopiana
Klossia octopiana is een soort in de taxonomische indeling van de Myzozoa, een stam van microscopische parasitaire dieren. Het organisme komt uit het geslacht Klossia en behoort tot de familie Adeleidae. Klossia octopiana werd in 1885 ontdekt door Frenzel.